# 면천 한씨
면천 한씨(沔川 韓氏)는 충청남도 당진시 면천면을 본관으로 하는 한국의 성씨이다.

## 역사
면천 한씨(沔川韓氏)의 시조 한자희(韓自禧)는 청주 한씨 한란(韓蘭)의 9세손으로 고려(高麗) 시대에 문하시랑 평장사(門下侍郞 平章事)를 지냈다고 한다.

## 과거 급제자
면천 한씨는 무과 급제자 11명, 생원·진사 7명을 배출하였다.
무과
한덕린(韓德鄰) 한성현(韓成賢) 한신국(韓信國) 한용수(韓龍水) 한우량(韓遇良) 
한윤옥(韓潤屋) 한충좌(韓忠佐) 한필영(韓弼楹) 한필주(韓弼柱) 한필추(韓弼樞) 한효생(韓孝生)     
생원시
한응신(韓應信) 한익(韓翊) 한인국(韓仁國) 한효맹(韓效孟)  
진사시
한개(韓价) 한덕남(韓德男) 한영희(韓暎熹)

## 인구
면천 한씨는 2015년 대한민국 통계청 인구조사에서 54명으로 조사되었다.